# نویل کلمن (بازیکن فوتبال)
نویل کلمن (انگلیسی: Neville Coleman; ۲۹ ژانویهٔ ۱۹۳۰ – ۱ ژانویهٔ ۱۹۸۱) بازیکن فوتبال اهل بریتانیا بود.
از باشگاه‌هایی که در آن بازی کرده‌است می‌توان به باشگاه فوتبال استوک سیتی، باشگاه فوتبال کرو آلکساندرا، و باشگاه فوتبال گورلستون اشاره کرد.